# Eucalyptus sideroxylon

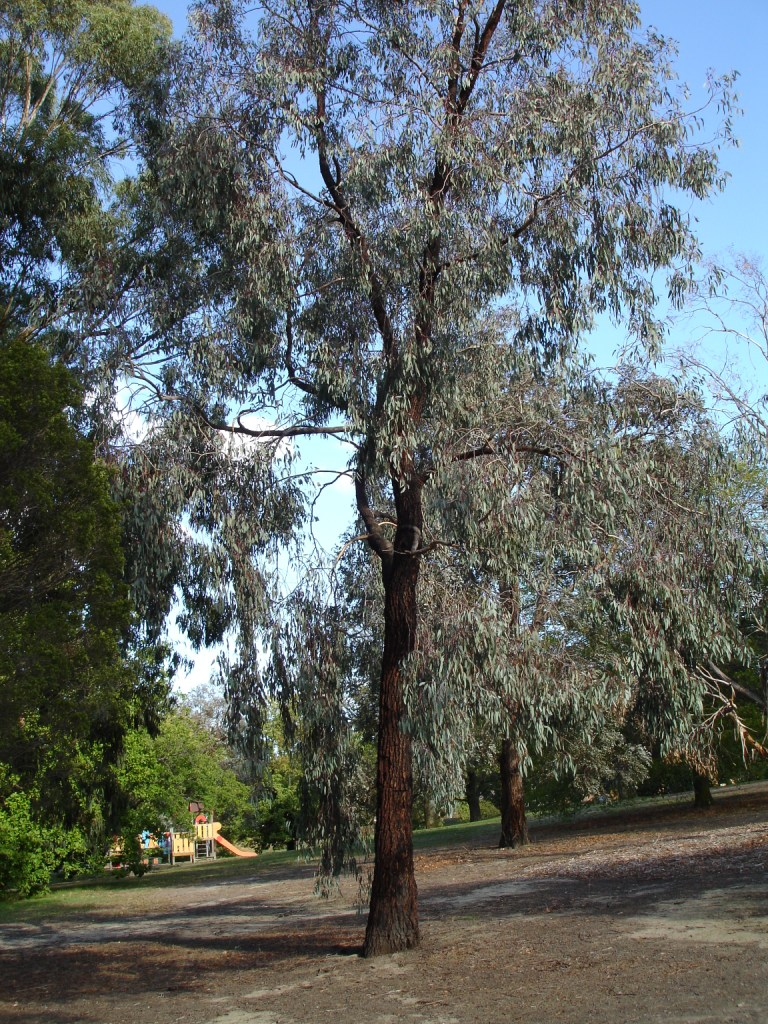
Vista general

Eucalyptus sideroxylon és una espècie d'eucaliptus de la família de les Mirtàcies.

## Descripció
És un arbre de mida petita a ocasionalment mitjana. L'escorça és persistent al tronc i les branques grans. És dura i profundament solcada, de gris fosca a negra, amb les branques superiors llises i blanquinoses.
Les fulles adultes són pedunculades, lanceolades de 14 x 1,8 cm, sub-glauques o verdes opac. Les flors són blanques, roses, vermelles, o groc pàl·lides i apareixen des del principi de la tardor fins a mitjans de la primavera.

## Distribució i hàbitat
La seva distribució és àmplia però esporàdica: al sud-est de Queensland, als vessants occidentals i planes de Nova Gal·les del Sud i al sud del centre-nord de Victòria.
E. Sideroxylon és molt conspicu amb la seva inusual escorça. És un arbre molt popular com a ornamental i de carrer, plantat a les avingudes dona un aspecte molt exòtic als carrers. A la naturalesa creixen sorprenentment sobre sòls pobres, sovint una mica més grans que a la grava sorrenca.

## Usos
La fusta és relativament dura i densa, i és freqüentment usada per a llenya. Té una alta resistència a la putrefacció i pot ser usada per a pals de tanques, molls i dorments. El duramen és vermell fosc i l'albeca groga pàl·lid. El seu gra és molt dens, dur i fi, difícil de tallar, però es pot polir fins a donar-li una lluentor molt atractiva. Ha estat usada en la producció de mobles, objectes tornejats, embarcacions, banques i cadires. Va ser molt popular el seu ús en la producció de mobles artesanals durant els 1990 i principis dels 2000. Amb aproximadament 1130 kg/m³ és una de les poques fustes que no suren. Les fulles són usades en la producció d'eucaliptol.

## Cultiu
Com tots els eucaliptus, aquesta espècie no pot ésser cultivada des d'estaques. Són fàcils de reproduir per llavors. Són molt resistents, necessitant menys de 400 mm a l'any per sobreviure, tot i així poden créixer en climes amb més de 1000mm/any.

## Taxonomia
Eucalyptus sideroxylon va ser descrita per A.Cunn. ex Woolls i publicada a Proceedings of the Linnean Society of New South Wales, ser. 2 1(3): 859–860. 1886.

### Etimologia
- Eucalyptus: prové del grec kaliptos, "cobert", i el prefix eu-, "bé", en referència a l'estructura llenyosa que cobreix i dona protecció a les seves flors.[2]
- sideroxylon: epítet que deriva de les paraules del grec sidero, "ferro", i xylon, "fusta".[3]

### Sinonímia
- Eucalyptus sideroxylon var. rosea Rehder in L. Bailey
- Eucalyptus leucoxylon var. minor Benth.
- Eucalyptus sideroxylon var. minor (Benth.) Maiden[4]